# Thüringer Finanzgericht

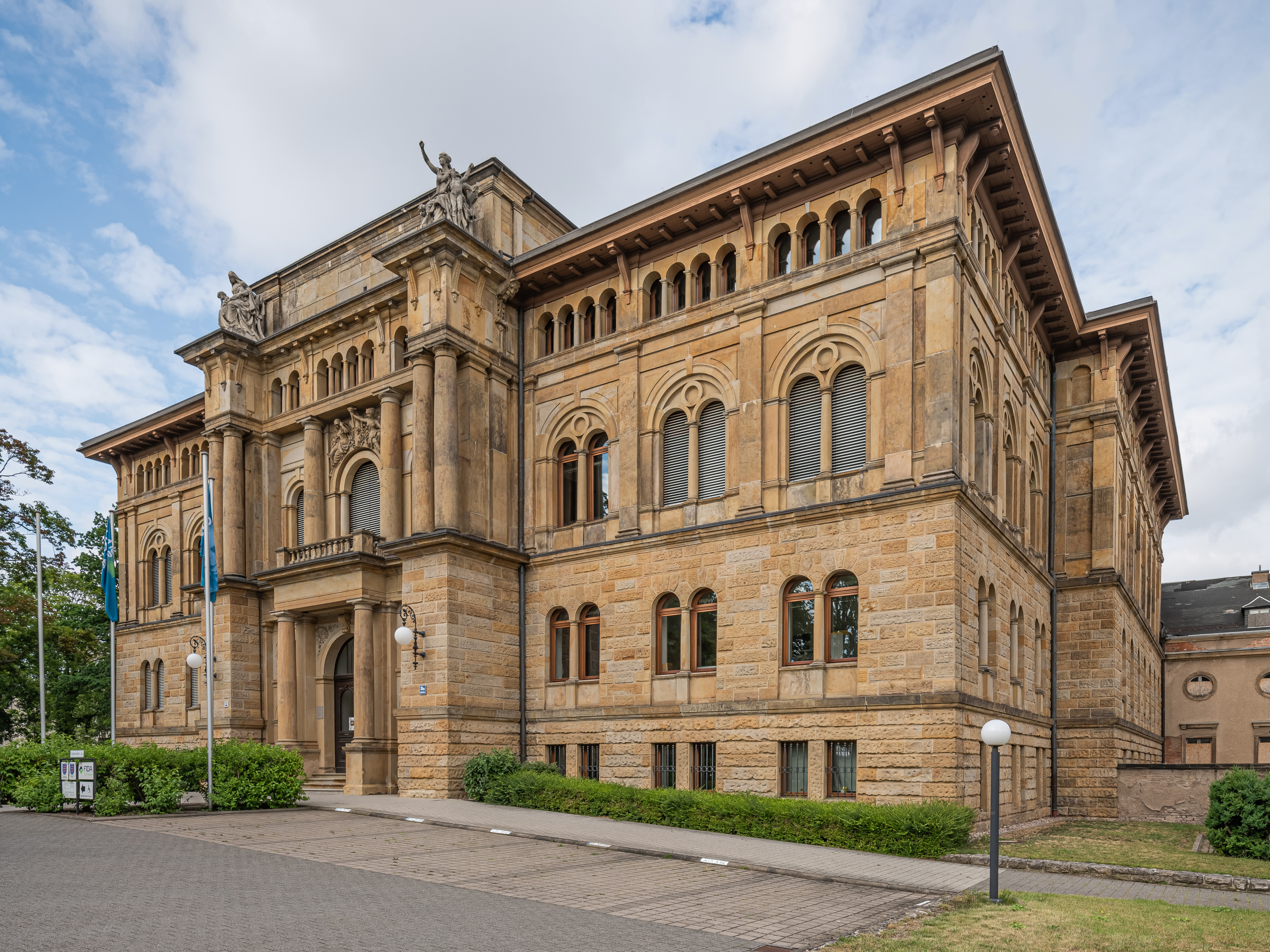
Gerichtsgebäude

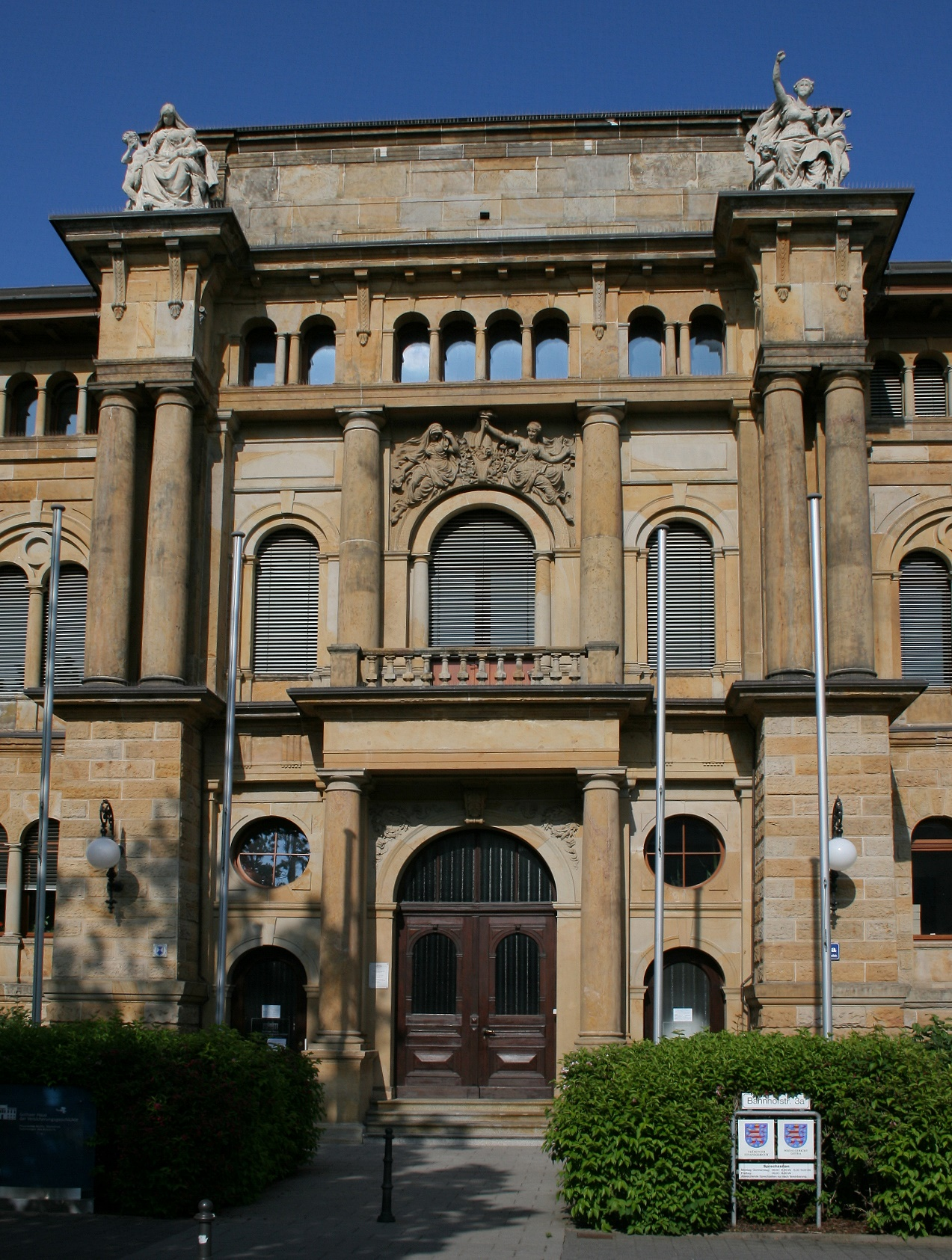
Portal

Das Thüringer Finanzgericht ist ein Gericht der Finanzgerichtsbarkeit und das einzige Finanzgericht des Freistaates Thüringen. Es ist im Gothaer Haus der Versicherungsgeschichte untergebracht.

## Gerichtssitz und -bezirk
Das Finanzgericht (FG) hat seinen Sitz in Gotha und verfügt über vier Senate. In dem Gerichtsbezirk, der sich auf das Gebiet des gesamten Bundeslandes erstreckt, leben rund 2,3 Millionen Menschen.

## Gebäude
Das nach seiner Errichtung in Räumlichkeiten des Amtsgerichts untergebrachte Gericht bezog 1995 das Gebäude Bahnhofstraße 3 a, in dem auch das Sozialgericht Gotha residiert.
Dieser von dem Erfurter Baurat Bruno Eelbo geplante Bau wurde 1893/94 im Auftrag der Gothaer Lebensversicherung a. G. im Stil der Neorenaissance errichtet. Die Baukosten betrugen 690.000 Mark. 1908 stellte der Leipziger Bildhauer Adolf Lehnert das Alabasterrelief Stufen des Lebens im Treppenhaus fertig. Für 400.000 Mark erfolgte von 1917 bis 1923 ein südlicher Anbau. Grundlegende Sanierungsarbeiten wurden von 1993 bis 1995 durchgeführt.

## Geschichte
Nach der Deutschen Wiedervereinigung nahmen die Finanzrechtsprechung zunächst die Senate für Finanzrecht bei dem Bezirksgericht Erfurt wahr. Das Thüringer Finanzgericht wurde durch das Thüringer Gesetz zur Ausführung der Finanzgerichtsordnung vom 18. Juni 1993 am 26. Juni 1993 errichtet.

## Leitung
- Ab 29. Oktober 1993: Elmar Schuler, * 27. April 1942
- 2008–2018: Hubert Mohr[1]
- Seit 2018: Gunnar Skerhut

## Instanzenzug
Das Thüringer Finanzgericht ist gemäß § 2 Finanzgerichtsordnung sowohl ein oberes Landesgericht als auch Eingangsgericht in erster Instanz. Übergeordnet ist ihm der Bundesfinanzhof in München.